# Prążkopiór modroskrzydły
Prążkopiór modroskrzydły, kolorzyk błękitny (Siva cyanouroptera) – gatunek małego ptaka z rodziny pekińczyków (Leiotrichidae), jedyny przedstawiciel rodzaju Siva. Występuje w południowo-wschodniej Azji oraz Himalajach. Jego zasięg występowania to ok. 6,16 mln km². Nie jest zagrożony.

## Systematyka
Część systematyków wydziela go do monotypowego rodzaju Siva, inni zaliczają go do Actinodura; wcześniej bywał też zaliczany do Minla.
Wyróżniono kilka podgatunków S. cyanouroptera:
- prążkopiór modroskrzydły[1] (S. cyanouroptera cyanouroptera) – środkowe i wschodnie Himalaje do północno-zachodniej Mjanmy;
- S. cyanouroptera aglae – południowo-wschodni Asam (północno-wschodnie Indie) i zachodnia Mjanma;
- S. cyanouroptera wingatei – północno-wschodnia Mjanma, północna Tajlandia, południowe Chiny, Laos i północny Wietnam;
- S. cyanouroptera sordida – południowo-wschodnia Mjanma, północno-zachodnia i zachodnia Tajlandia;
- S. cyanouroptera wirthi – południowy Laos;
- prążkopiór popielaty[1] (S. cyanouroptera orientalis) – wschodnia Kambodża i południowy Wietnam;
- S. cyanouroptera rufodorsalis – południowo-wschodnia Tajlandia i południowo-zachodnia Kambodża;
- S. cyanouroptera sordidior – Półwysep Malajski.

## Morfologia

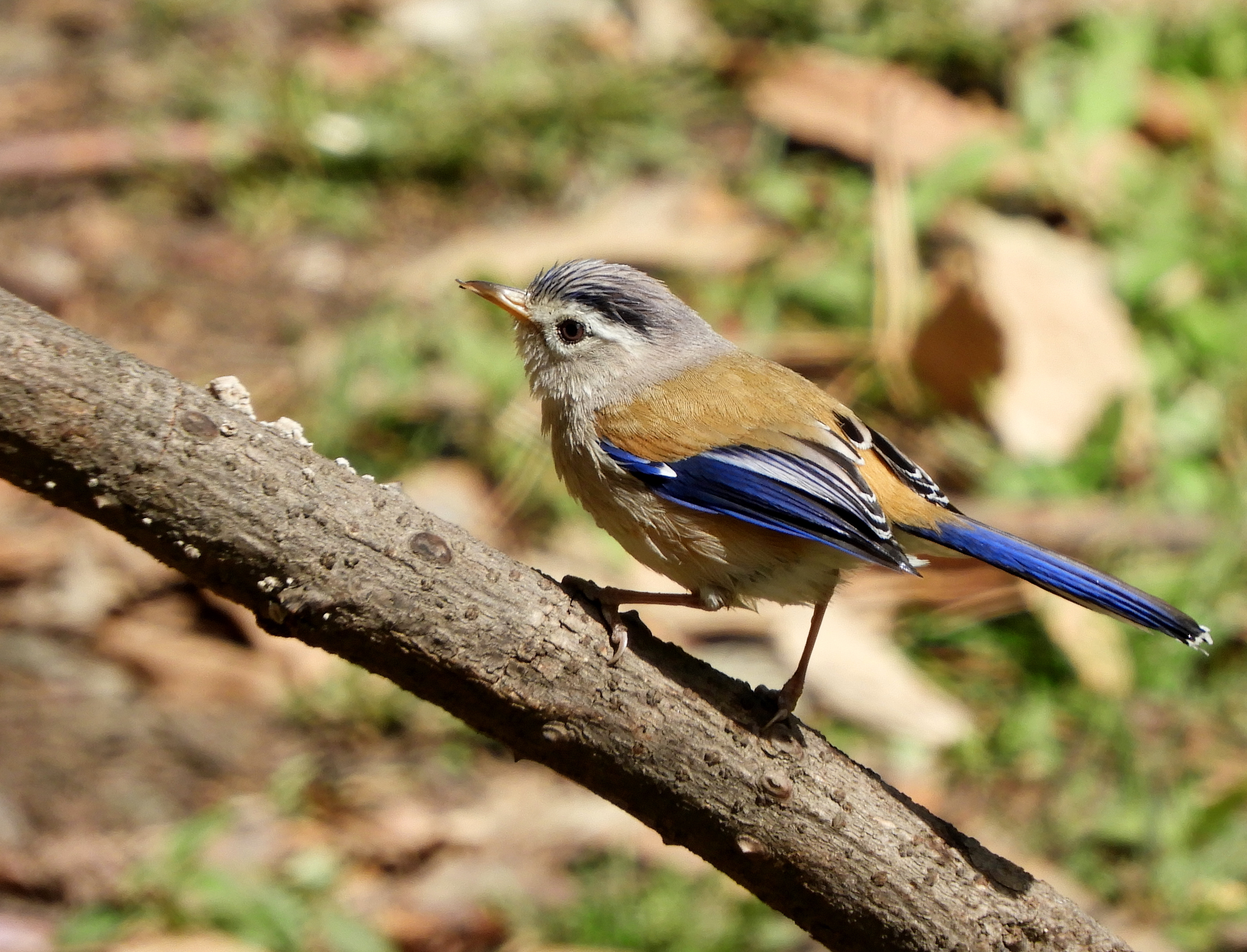
Osobnik sfotografowany w północnych Indiach

WyglądBrak różnicy między płciami. Wierzch głowy w czarno-białe, niekontrastowe paski. Ogólnie głowa brudnobiała, na dole rozmyta w brąz. Dziób brudnożółty. Wierzch ciała i barkówki jasnocynamonowe. Lotki czarne z białymi brzegami. Ogon z wierzchu niebieskawo-brązowy, z czarnym paskiem przedkońcowym i białym końcowym. Nogi różowe, pazury z czarnymi miejscami, ale różowe. Od spodu ogon brązowy. Koniec sterówek równo ścięty. Spód ciała brudnobiały. Czarne oczy.
Wymiary
- długość ciała: 14–16 cm
- masa ciała: 14–30 g

## Ekologia
BiotopKrzewiaste zarośla, lasy mieszane oraz liściaste i bory szpilkowe na wysokości 250–3000 m n.p.m.
ZachowanieTworzy małe stadka.
LęgiOkres lęgowy trwa marzec–sierpień. Samica składa 2–5 jaj, inkubacja trwa 14 dni.
PożywienieOwady, małe owady i nasiona.

## Status
IUCN uznaje prążkopióra modroskrzydłego za gatunek najmniejszej troski (LC, Least Concern). Liczebność populacji nie została oszacowana, ale ptak ten opisywany jest jako pospolity. BirdLife International ocenia trend liczebności populacji jako spadkowy ze względu na postępujące niszczenie i fragmentację siedlisk.